# 1910 w muzyce
Wydarzenia muzyczne w 1910 roku.

## Urodzili się
- 10 stycznia – Jean Martinon, francuski dyrygent, kompozytor i skrzypek (zm. 1976)
- 23 stycznia – Django Reinhardt, belgijski gitarzysta pochodzenia cygańskiego (zm. 1953)
- 3 lutego – Blas Galindo, meksykański kompozytor (zm. 1993)
- 4 lutego – František Rauch, czeski pianista i pedagog (zm. 1996)
- 8 lutego – Zygfryd Czerniak, polski kompozytor, pianista, pedagog (zm. 2005)
- 10 lutego – Maria Cebotari, mołdawska śpiewaczka operowa (sopran) (zm. 1949)
- 16 lutego – Jewgienij Gołubiew, rosyjski i radziecki kompozytor (zm. 1988)
- 28 lutego – Roman Maciejewski, polski kompozytor (zm. 1998)
- 9 marca – Samuel Barber, amerykański kompozytor (zm. 1981)
- 16 marca – Konrad Pałubicki, polski kompozytor, muzykolog, pedagog, twórca hejnału bydgoskiego (zm. 1992)
- 25 marca – Magda Olivero, włoska śpiewaczka operowa (sopran) (zm. 2014)
- 9 kwietnia
  - Wacław Domieniecki, polski śpiewak (tenor), solista operowy (zm. 1988)
  - Cloe Elmo, włoska śpiewaczka operowa (mezzosopran) (zm. 1962)
- 10 kwietnia – Leonard Shure, amerykański pianista i pedagog (zm. 1995)
- 26 kwietnia – Erland von Koch, szwedzki kompozytor (zm. 2009)
- 30 kwietnia – Homesick James, amerykański gitarzysta bluesowy (zm. 2006)
- 4 maja – Jerzy Waldorff, polski publicysta i krytyk muzyczny (zm. 1999)
- 9 maja – Władysław Bukowiecki, polski teoretyk muzyki, dyrygent, pedagog (zm. 1976)
- 12 maja
  - Gordon Jenkins, amerykański wokalista jazzowy (zm. 1984)
  - Giulietta Simionato, włoska śpiewaczka operowa (mezzosopran), jedna z legend powojennej sceny operowej (zm. 2010)
- 22 maja – Lola Gjoka, albańska pianistka (zm. 1985)
- 23 maja – Artie Shaw, amerykański klarnecista jazzowy, kompozytor, pisarz (zm. 2004)
- 24 maja – Marģeris Zariņš, łotewski kompozytor i pisarz (zm. 1993)
- 26 maja – Adolf Rosner, polski i rosyjski trębacz jazzowy oraz kompozytor pochodzenia żydowskiego (zm. 1976)
- 28 maja – T-Bone Walker, bluesman amerykański, prekursor gitary elektrycznej (zm. 1975)
- 1 czerwca
  - Ola Obarska, właśc. Olimpia Obarska-Forkasiewicz, polska aktorka, śpiewaczka operetkowa, librecistka, reżyserka teatralna, felietonistka i autorka tekstów (zm. 1994)
  - 1 czerwca – Slavko Zlatić, chorwacki kompozytor, dyrygent, etnomuzykolog, pedagog i krytyk muzyczny (zm. 1993)[1]
- 4 czerwca – Anton Dermota, austriacki śpiewak pochodzenia słoweńskiego (tenor) (zm. 1989)
- 10 czerwca – Howlin’ Wolf, amerykański wokalista i gitarzysta bluesowy (zm. 1976)
- 14 czerwca – Rudolf Kempe, niemiecki dyrygent (zm. 1976)
- 15 czerwca – David Rose, amerykański twórca słów do piosenek, kompozytor, aranżer, pianista i dyrygent pochodzenia żydowskiego (zm. 1990)
- 20 czerwca – Konstantin Simieonow, radziecki dyrygent, Ludowy Artysta ZSRR (zm. 1987)
- 22 czerwca – Peter Pears, angielski śpiewak operowy (tenor) (zm. 1986)
- 23 czerwca – Milt Hinton, amerykański kontrabasista jazzowy, fotografik (zm. 2000)
- 29 czerwca – Frank Loesser, amerykański kompozytor, autor tekstów, librecista i wydawca (zm. 1969)
- 2 lipca – Alfred Schütz, polski kompozytor i pianista, twórca melodii, m.in. „Czerwonych maków na Monte Cassino” (zm. 1999)
- 6 lipca – Dorothy Kirsten, amerykańska śpiewaczka operowa (sopran) (zm. 1992)
- 11 lipca – Kazimierz Flatau, polski klawesynista, krytyk muzyczny, pedagog, tłumacz i astrolog (zm. 2000)
- 14 lipca – Peter Stadlen, brytyjski pianista, krytyk muzyczny i pedagog (zm. 1996)
- 17 lipca – Marian Porębski, polski śpiewak operowy (tenor) (zm. 2008)
- 28 lipca – Bronisław Horowicz, polski reżyser operowy, fotografik, aktor i kompozytor (zm. 2005)
- 4 sierpnia
  - Irena Fusek-Forosiewicz, polska śpiewaczka operowa (zm. 2002)
  - William Schuman, amerykański kompozytor (zm. 1992)
- 6 sierpnia – Nikołaj Budaszkin, radziecki kompozytor muzyki poważnej i filmowej (zm. 1988)
- 12 sierpnia – Heinrich Sutermeister, szwajcarski kompozytor (zm. 1995)
- 14 sierpnia – Pierre Schaeffer, francuski kompozytor, twórca muzyki konkretnej (zm. 1995)
- 31 sierpnia – Henryk Hosowicz, polski nauczyciel, dyrygent chórów (zm. 1969)
- 3 września – Kitty Carlisle, amerykańska aktorka i śpiewaczka operowa (zm. 2007)
- 6 września – Anna Malec, polska śpiewaczka ludowa (zm. 1991)
- 14 września – Rolf Liebermann, szwajcarski kompozytor (zm. 1999)
- 18 września – Josef Tal, izraelski pianista, kompozytor i profesor muzyki (zm. 2008)
- 22 września – Klement Slavický, czeski kompozytor (zm. 1999)
- 29 września – Virginia Bruce, amerykańska aktorka i piosenkarka (zm. 1982)
- 4 października – Eugenia Umińska, polska skrzypaczka (zm. 1980)
- 2 listopada – Tefta Tashko Koço, albańska śpiewaczka operowa (sopran) (zm. 1947)
- 10 listopada – Salvador Contreras, meksykański kompozytor, skrzypek, dyrygent i pedagog (zm. 1982)
- 18 listopada – Hilkka Norkamo, fińska dyrygent chóru, poetka i tłumaczka (zm. 2004)
- 25 listopada – Willie Smith, amerykański saksofonista jazzowy, klarnecista i wokalista (zm. 1967)
- 1 grudnia
  - Zdzisław Gozdawa, polski komediopisarz, poeta, autor tekstów piosenek, satyryk, także kompozytor (zm. 1990)
  - Alicia Markova, brytyjska tancerka baletowa (zm. 2004)
- 7 grudnia – Louis Prima, amerykański piosenkarz, showman, kompozytor, aktor i trębacz (zm. 1978)
- 8 grudnia – Aleksander Frączkiewicz, polski muzykolog, teoretyk muzyki i pedagog (zm. 1994)
- 10 grudnia – Izabella Zielińska, polska pianistka i pedagog muzyczny (zm. 2017)
- 11 grudnia – Noel Rosa, brazylijski autor tekstów, wokalista i mandolinista (zm. 1937)
- 16 grudnia – Stanojlo Rajičić, serbski kompozytor i pedagog (zm. 2000)
- 31 grudnia – Jerzy Gaczek, polski pianista, kompozytor, dyrygent i pedagog (zm. 2013)

## Zmarli
- 19 stycznia – Otakar Hostinský, czeski muzykolog, estetyk i kompozytor (ur. 1847)
- 3 lutego – Bronisława Dowiakowska, polska śpiewaczka operowa (sopran) (ur. 1840)
- 10 marca – Carl Reinecke, niemiecki kompozytor, dyrygent i pianista (ur. 1824)
- 28 marca – Édouard Colonne, francuski dyrygent i skrzypek (ur. 1838)
- 18 maja – Pauline Viardot, hiszpańska śpiewaczka operowa (mezzosopran), kompozytorka, autorka tekstów (ur. 1821)
- 20 maja – Jean-Baptiste Weckerlin, francuski kompozytor i wydawca muzyczny (ur. 1821)
- 29 maja – Milij Bałakiriew, rosyjski kompozytor, działacz i ideolog muzyczny (ur. 1837)
- 4 lipca – Louis-Albert Bourgault-Ducoudray, francuski kompozytor, pianista, profesor historii i teorii muzyki (ur. 1840)
- 14 lipca – Marius Petipa, francuski tancerz i choreograf (ur. 1818)
- 5 sierpnia – Wojciech Gawroński, polski pianista i kompozytor (ur. 1868)
- 16 sierpnia – Charles Lenepveu, francuski kompozytor (ur. 1840)
- 14 października – Georges Mathias, francuski pianista i kompozytor (ur. 1826)
- 17 października – Julia Ward Howe, amerykańska abolicjonistka, działaczka społeczna, aktywistka polityczna i pisarka; autorka „Hymnu Bojowego Republiki” (ur. 1819)
- 20 grudnia – Angelo Neumann, austriacki śpiewak operowy (tenor) (ur. 1838)

## Wydane utwory
Feliks Nowowiejski skomponował melodię do tekstu Marii Konopnickiej,"Roty".